# 소석삭국
소석삭국(小石索國)은 고대 한반도에 존재했던 국가로 마한의 54국 중의 하나이다. 교동군에 위치했었을 것으로 추정된다.